# 布基纳法索总理
布基纳法索总理是布基纳法索政府首脑。
1957年法属上沃尔特成为自治共和国；1960年8月5日宣布独立，名上沃尔特共和国。1984年8月4日改名为布基纳法索。1959年12月11日－1971年2月13日、1983年5月17日－1992年6月16日两次总理职位取消。

## 布基纳法索政府首脑
| 任期                          | 照片                                 | 姓名                                          | 政党                        | 备注                         |
| ----------------------------- | ------------------------------------ | --------------------------------------------- | --------------------------- | ---------------------------- |
| 法属上沃尔特                  | 自治                                 | 自治                                          | 自治                        | 自治                         |
| 1957年5月18日—1958年7月26日   |                                      | 丹尼爾·韋津·庫里巴利，政府委员会副主席        | 非洲民主联合/统一民主党     |                              |
| 1958年7月26日—1958年9月7日    | 丹尼爾·韋津·庫里巴利，政府委员会主席 | 统一民主党                                    | 任内去世                    |                              |
| 1958年9月7日—1958年10月21日   |                                      | 莫里斯·亚梅奥果，代政府委员会主席             | 沃尔特民主联盟              |                              |
| 1958年10月21日—1958年12月11日 | 莫里斯·亚梅奥果，政府委员会主席      | 沃尔特民主联盟                                |                             |                              |
| 上沃尔特共和国                | 自治                                 | 自治                                          | 自治                        | 自治                         |
| 1958年12月11日—1959年12月11日 |                                      | 莫里斯·亚梅奥果，总理                         | 沃尔特民主联盟              |                              |
| 1959年12月11日—1960年8月5日   | 职位取消                             | 职位取消                                      | 职位取消                    | 职位取消                     |
| 上沃尔特共和国                | 从法国独立                           | 从法国独立                                    | 从法国独立                  | 从法国独立                   |
| 1960年8月5日—1971年2月13日    | 职位取消                             | 职位取消                                      | 职位取消                    | 职位取消                     |
| 1971年2月13日—1974年2月8日    |                                      | 热拉尔·坎戈·韦德拉奥果，总理                  | 沃尔特民主联盟-非洲民主联合 |                              |
| 1974年2月8日—1978年7月7日     |                                      | 桑古尔·拉米扎纳，总理                         | 民族复兴运动                | 总统兼任                     |
| 1978年7月7日—1980年11月25日   |                                      | 约瑟夫·科农博，总理                           | 沃尔特民主联盟-非洲民主联合 | 政变下台                     |
| 1980年11月25日—1982年11月7日  |                                      | 赛耶·泽博，总理                               | 军人                        | 总统兼任 政变下台            |
| 1982年11月7日—1983年1月10日   | 空位                                 | 空位                                          | 空位                        | 空位                         |
| 1983年1月10日—1983年5月17日   |                                      | 托马斯·桑卡拉，总理                           | 军人                        | 免职，软禁                   |
| 1983年5月17日—1984年8月4日    | 职位取消                             | 职位取消                                      | 职位取消                    | 职位取消                     |
| 布基纳法索                    |                                      |                                               |                             |                              |
| 1984年8月4日—1992年6月16日    | 职位取消                             | 职位取消                                      | 职位取消                    | 职位取消                     |
| 1992年6月16日—1994年3月22日   |                                      | 尤素福·韦德拉奥果，总理                       | 人民民主工人运动组织        |                              |
| 1994年3月22日—1996年2月6日    |                                      | 罗克·马克·克里斯蒂安·卡波雷，总理             | 人民民主工人运动组织        |                              |
| 1996年2月6日—2000年11月7日    |                                      | 卡德尔·德西雷·韦德拉奥果，总理                | 民主进步大会                |                              |
| 2000年11月7日—2007年6月11日   |                                      | 帕拉曼加·厄恩斯特·约恩利，总理                | 民主进步大会                |                              |
| 2007年6月11日—2011年4月18日   |                                      | 泰尔蒂于·宗戈，总理                           | 民主进步大会                | 于2011年抗议中免职           |
| 2011年4月18日—2014年10月30日  |                                      | 吕克-阿道夫·蒂奥，总理                        | 民主进步大会                |                              |
| 2014年11月19日－2015年9月17日 |                                      | 亚科巴·伊萨克·齐达，总理                      | 军人                        | 第一次，在2015年政變中被免職 |
| 2015年9月17日－2015年9月23日  | 懸空                                 | 懸空                                          | 懸空                        | 懸空                         |
| 2015年9月23日－2015年12月29日 |                                      | 亚科巴·伊萨克·齐达，总理                      | 军人                        | 第二次，復職                 |
| 2015年12月29日－2016年1月6日  | 懸空                                 | 懸空                                          | 懸空                        | 懸空                         |
| 2016年6月13日－2019年1月19日  |                                      | 保羅·卡巴·鐵巴，總理                          | 獨立                        |                              |
| 2019年1月19日－2019年1月21日  | 2021年12月8日                        | 2021年12月8日                                 | 2021年12月8日               | 2021年12月8日                |
| 2019年1月21日－2021年12月10日 |                                      | 克里斯托夫·約瑟夫·馬里·達比雷，總理           | 獨立                        |                              |
| 2021年12月10日－2022年1月24日 |                                      | 拉西那·澤博，總理                             | 獨立                        |                              |
| 2022年3月3日－2022年9月30     |                                      | 阿爾伯特·韋德拉奧戈，过渡總理                 | 獨立                        |                              |
| 2022年10月21日－2024年12月6日 |                                      | 拉波里耐·基耶朗·德坦贝拉，过渡總理            | 獨立                        |                              |
| 2024年12月7日－               |                                      | 里姆塔尔巴·让·埃马纽埃尔·韦德拉奥戈，过渡總理 | 獨立                        |                              |